# Bobryzja (Butscha)
Bobryzja (ukrainisch Бобриця; russisch Бобрица Bobriza) ist ein Dorf in der ukrainischen Oblast Kiew mit etwa 740 Einwohnern (2015).

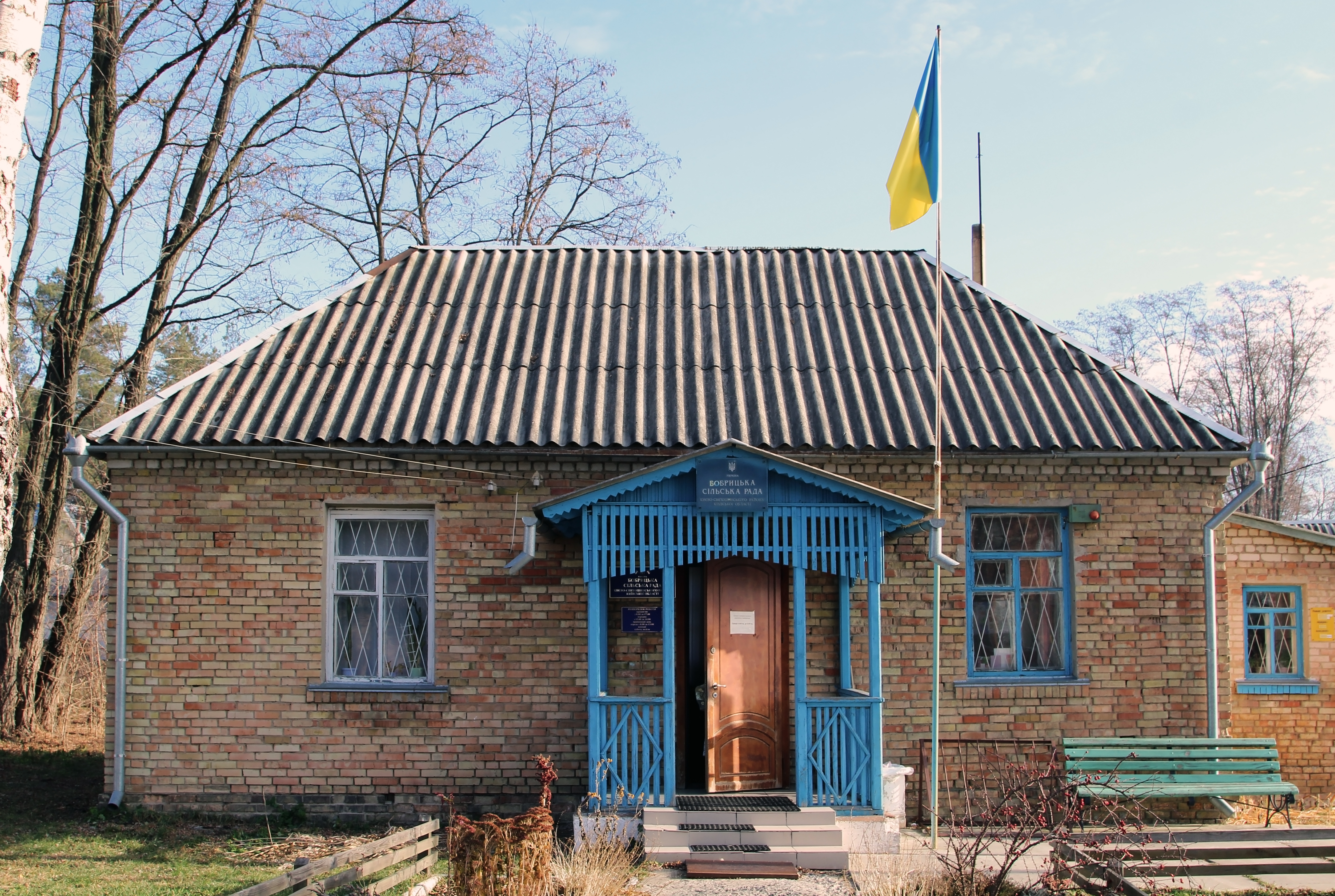
Gebäude der Gemeindeverwaltung

Das Dorf besitzt eine Grundschule, ein Kulturhaus, ein Museum und eine Bibliothek sowie ein Ärzte- und Hebammenhaus und die Kirche der Heiligen Jungfrau.
Im Dorf gibt es ganzjährige kulturelle Veranstaltungen wie Performances, Konzerte, Ausstellungen von Künstlern und Filmvorführungen. Skulpturen moderner, bekannter Bildhauer, die während des hier jährlich stattfindenden internationalen Skulpturensymposium entstanden sind, werden im Bobryzja-Skulpturenpark ausgestellt.

## Geschichte
Erste Informationen zu dem erstmals 1616 schriftlich erwähnten Dorf stammen aus dem 10.–11. Jahrhundert, als hier die Verteidigungslinie des Großfürstentums Kiew, die Schlangenwälle verliefen, die teilweise heute noch im Gelände erkennbar sind. Der Name des Dorfes stammt von Biber, da es in den Flüssen um das Dorf zahlreiche Biberpopulationen gab. Als offizielles Gründungsjahr des Dorfes als Verwaltungseinheit der „Bobryzja-Siedlung“ wird 1648 angesehen. Zu der Zeit waren die Ländereien von Bobryzja im Besitz des St. Michael-Klosters in Kiew, was von Hetman Iwan Masepa am 20. August 1699 bestätigt wurde.
Bei der Volkszählung von 2001 hatte das Dorf 565 Einwohner.

## Geografische Lage
Die Ortschaft liegt auf einer Höhe von 164 m nahe der Mündung der 14 km langen, größtenteils angestauten Bobryzja (Бобриця) in den Irpin, 4 km südwestlich von Bilohorodka (Butscha), 10 km nordwestlich der Stadt Bojarka und 30 km südwestlich vom Stadtzentrum Kiews.
Am 12. Juni 2020 wurde das Dorf ein Teil der neugegründeten Landgemeinde Bilohorodka, bis dahin bildete es die Landratsgemeinde Bobryzja (Бобрицька сільська рада/Bobryzka silska rada) im Südwesten des Rajons Kiew-Swjatoschyn.
Am 17. Juli 2020 kam es im Zuge einer großen Rajonsreform zum Anschluss des Rajonsgebietes an den Rajon Butscha.